# Cronoespecie

Representación gráfica de dos cronoespecies.

En biología evolutiva, una cronoespecie es una parte de un continuo de un linaje documentado en el registro fósil. Se trata de un linaje que cambia morfológica, genética y/o comportamentalmente a lo largo del tiempo a escala evolutiva, de modo que la especie originaria y la especie derivada no podrían considerarse la misma especie si hubieran existido en el mismo momento. A lo largo de este cambio, sólo hay una especie del linaje viviendo en cualquier punto temporal, a diferencia de los casos en los que una especie se ramifica en varias por especiación divergente.
Las dos versiones del gradualismo filético (el gradualismo filético clásico y el gradualismo puntuado), muestran un cambio morfológico considerable en sus linajes, lo que permite, además de la ramificación, la presencia de cronoespecies. En contraposición, la estasis característica de las especies establecidas en el modelo de equilibrio puntuado, apenas da lugar para las cronoespecies. 

## Ejemplos
- Coragyps
- Gymnogyps